# Староборова
Староборова́ (рос. Староборовая) — присілок у складі Вікуловського району Тюменської області, Росія.
Населення — 92 особи (2010, 84 у 2002).
Національний склад станом на 2002 рік:
- росіяни — 97 %